# Komet Mueller
Komet 190P/Mueller je periodični komet z obhodno dobo okoli 8,7 let. 
Komet pripada Jupitrovi družini kometov .

## Odkritje
Komet je odkrila ameriška astronomka Jean Mueller 20. oktobra 1998 na Observatoriju Palomar v Kaliforniji, ZDA.